# Cocytotettix pulchripennis
Cocytotettix pulchripennis är en insektsart som först beskrevs av Bruner, L. 1900.  Cocytotettix pulchripennis ingår i släktet Cocytotettix och familjen gräshoppor. Inga underarter finns listade i Catalogue of Life.